# 13-я Сибирская кавалерийская дивизия
Тринадцатая кавалерийская дивизия — соединение кавалерии РККА, созданное в период Гражданской войны 1918—1920 для решения оперативных и тактических задач военного командования.

## Формирование
Формирование будущей дивизии началось летом 1918 года, когда в составе Восточного фронта был создан Сводный южно-уральский отряд И. Д. Каширина — В. К. Блюхера. За основу отряда был взят Верхнеуральский отряд И. Д. Каширина, который состоял из 1700 человек пехоты и 600 кавалеристов. Позже на базе отряда была создана бригада 4-й Уральской дивизии. В период с сентября по октябрь 1918 года кавалеристы И. Д. Каширина, пополненные казаками Оренбуржья из отрядов И. С. Павлищева (100 сабель), В. Ф. Дамберга (300 сабель), М. В. Калмыкова (200 сабель), всего около 1500 сабель составили Кавалерийскую бригаду, преобразованную приказом по дивизии от 6 октября 1918 года в Кавалерийскую группу И. Д. Каширина в 1779 сабель.
В июле 1919 года из всех кавалерийских частей 5-й армии была временно сформирована Сводная кавалерийская дивизия 5-й армии Восточного фронта. Включала Особую казачью бригаду И. Д. Каширина, 26-й кавалерийский дивизион и 2-й Петрогроградский кавалерийский полк.
В период формирования после выбытия из её состава казачьего отряда И. Д. Каширина дивизия была свернута в 3-ю отдельную кавалерийскую бригаду, которая оставалась в подчинении начальника 26-й стрелковой дивизии.
Вновь сформирована приказом войскам 5-й армии N 857 от 24 сентября 1919 г. в Кургане из тех же частей под наименованием кавалерийской дивизии 5-й армии. На 10 октября 1919 года насчитывала 2523 сабли и 8 пулемётов.
20 ноября 1919 года дивизия получила наименование 13-й кавалерийской дивизии.
Приказом РВСР N 2797/559 от 13 декабря 1920 года ей было присвоено наименование 13-й Сибирской кавалерийской дивизии.

## Подчинение
| Дата                      | Фронт (Военный округ)                     | Армия                        | Корпус (Дивизия)          | Примечания               |
| ------------------------- | ----------------------------------------- | ---------------------------- | ------------------------- | ------------------------ |
| лето 1918 — ноябрь 1919   | Восточный фронт                           | 5-я армия                    |                           |                          |
| ноябрь 1919 — январь 1920 |                                           | Кокчетавская группа войск    |                           |                          |
| январь — июнь 1920        |                                           | Семипалатинская группа войск |                           |                          |
| июнь — июль 1920          |                                           | 5-я армия                    |                           |                          |
| август 1920 — июль 1922   | в подчинении помощника главкома по Сибири |                              |                           |                          |
| с июля 1922               | Западный военный округ                    |                              | 7-я кавалерийская дивизия | 4-я отдельная кавбригада |

## Боевые действия
В ходе Златоустовской операции заняла Саткинский завод, Бакал, Бердяуш и Усть-Катавский завод. Во время Челябинской операции действовала на крайнем прав. фланге армии, вдоль линии жел. дороги; с боями заняла станицы Кундравинскую, Травниковскую, Коелгинскую, 31 июля 1919 — Увельскую. 4 августа 1919 вместе с 231-м Витебским стрелковым полком 26-й стрелковой дивизии взяла Троицк, где 7 августа 1919 была расформирована.
В октябре — ноябре 1919 года участвовала в Тобольско-Петропавловской операции, в декабре 1919 — феврале 1920 вела бои с частями Оренбургской армии атамана А. И. Дутова и Семиреченской отдельной армии генерала Б. В. Анненкова в районах гг. Кокчетав, Акмолинск, Атбасар, Каркаралинск.
Полки дивизии были разбросаны на обширной территории юга Сибири и выполняли разные боевые задачи: 73-й и 77-й полки с августа 1920 года охраняли границу в районе озера Зайсан, 74-й и 75-й участвовали в ликвидации мелких банд на территории Семипалатинской области, 76-й полк находился в составе войск Туркестанского фронта. Штаб дивизии располагался в Семипалатинске.
Ранним утром 28 августа 1921 года дивизия в составе четырёх полков и артиллерийской батареи перешла советско-китайскую границу с целью уничтожения остатков белоказачьего корпуса под командованием генерал-лейтенанта А. С. Бакича, укрывавшихся в Китае на севере провинции Синьцзян в горной местности. Всего в экспедиционном отряде 13-й кавалерийской дивизии насчитывалось 1350 сабель, 32 пулемёта и 4 орудия.
1 сентября 1921 года дивизия с боем захватила г. Бурчум, который прикрывал главную базу белогвардейцев — г. Шара-Сумэ. В этом бою была полностью разбита повстанческая Народная дивизия полковника С. Г. Токарева (около 1200 человек), оборонявшая г. Бурчум. Крепость Шара-Сумэ находилась в степи, но продвижение к ней сильно затрудняли отроги Монгольского Алтая и глубокие горные реки. На горных перевалах Сайр и Тулта белогвардейцы установили орудия и пулемёты. Тем не менее 5 сентября перевал Сайр был захвачен красными в ходе упорного боя с применением артиллерии. 6 сентября после ожесточенного боя был занят город Шара-Сумэ, а части корпуса Бакича были разгромлены. Сызранская дивизия противника полностью перешла на сторону красных. Общее количество захваченных пленных за операцию превысило 2000 человек. Уцелевшие белогвардейцы бежали в сторону монгольского города Кобдо. Было организовано преследование убежавших белогвардейцев, которое прекратилось лишь 27 сентября, когда истёк срок пребывания советских войск на китайской территории по соглашению с генерал-губернатором Синьцзяна Ян Цзян-синем. В конце октября А. С. Бакич и ещё 5 офицеров сдались монгольским красноармейцам в окрестностях города Уланком.
В начале октября части 13-й кавдивизии вернулись на зимние квартиры в Семипалатинск. Вместе с ней на советскую территорию из Китая и Монголии было выведено около 3 тысяч военнопленных и беженцев.
19 октября 1921 года начдив П. П. Собенников был награждён орденом Красного Знамени за успешно проведенную операцию по уничтожению корпуса А. С. Бакича на территории китайской провинции Синьцзян.
27 июля 1922 года дивизия расформирована. Части дивизии переформированы в 4-ю Сибирскую отдельную кавалерийскую бригаду (28 кп, 30 кп), впоследствии 4-ю отдельную кавалерийскую бригаду в составе 3-го кавкорпуса.

## Состав дивизии

### на 03.07.1919 г. (Сводная кавдивизия):[10]
- Особая казачья бригада И. Д. Каширина
- 26-й кавалерийский дивизион
- 2-й Петроградский кавалерийский полк (впоследствии 66-й Петроградский кавалерийский полк)
- 13-й Верхнеуральский казачий кавалерийский полк (расформирован в августе 1919)
- 14-й Оренбургский казачий имени Стеньки Разина кавалерийский полк (впоследствии 75-й Петроградский кавполк)
- Пластунский Южно-Уфимский (Южно-Уральский) казачий полк

### на 20.11.1919 г. (13-я кавдивизия)
- 65-й кавалерийский полк (впоследствии 73-й Петроградский кавполк) (командиры: Моренков)
- 66-й Петроградский кавалерийский полк (изначально 2-й Петроградский кавполк, впоследствии 74-й Петроградский кавполк) (командиры: Петунников)
- 14-й Оренбургский кавалерийский полк имени Степана Разина (впоследствии 75-й Петроградский кавполк) (командиры: Самокрутов)

### на январь 1920 г. (13-я Сибирская кавдивизия)
- 73-й Петроградский кавалерийский полк (изначально 65-й кавполк)
- 74-й Петроградский кавалерийский полк (изначально 2-й Петроградский кавполк, затем 66-й Петроградский кавполк)
- 75-й Оренбургский кавалерийский полк имени Степана Разина (изначально 14-й Оренбургский кавполк им. Степана Разина)

### на август 1921 г.
- 73-й Петроградский кавалерийский полк (изначально 65-й кавполк)
- 74-й Петроградский кавалерийский полк (изначально 2-й Петроградский кавполк, затем 66-й Петроградский кавполк)
- 75-й Троицкий кавалерийский полк имени Степана Разина (изначально 14-й Оренбургский кавполк им. Степана Разина)
- 76-й кавалерийский полк (изначально 4-й кавалерийский полк) (командиры: Циммерман)
- 77-й кавалерийский полк (сформирован из выделенного личного состава 73-го и 74-го кавполков, а также 17-го и 25-го партизанских кавполков)
- 78-й кавалерийский полк (сформирован из выделенного личного состава 73-го и 74-го кавполков, а также 17-го и 25-го партизанских кавполков)
- 1-я конно-артиллерийская батарея
- 2-я конно-артиллерийская батарея

## Судьба бригад и полков

### 4-я (Сибирская) отдельная кавбригада
4-я Сибирская кавбригада была дислоцирована в городе Бийск, откуда в октябре 1923 года была переброшена в Белорусский военный округ в город Могилев.
15 апреля 1935 года, на базе 4-й Сибирской кавбригады была сформирована 16-я Сибирская кавалерийская дивизия.
В 1939 году она участвовала в походе в Западную Украину, после чего в июле 1940 года на её базе были сформированы моторизованные и мотоциклетные полки 6-й и 15-й танковых дивизий, а также 4-го механизированного корпуса. К июлю 1940 года дислоцировалась в Станиславе. В июле 1940 года обращена на формирование АБТВ КОВО и ЗакВО. Управление переформировано в управление 6-й отдельной танковой дивизии; 9-й и 41-й кавалерийские полки — в 6-й моторизованный полк 6-й танковой дивизии; 53-й и 146-й кавалерийские полки — в 3-й мотоциклетный полк 4-го механизированного корпуса; 39-й танковый полк обращен на формирование танкового полка 15-й танковой дивизии; 23-й конный артдив развернут в 6-й гаубичный артиллерийский полк 6-й танковой дивизии ЗакВО.
состав на 27.07.1922 г.:
- 28-й кавалерийский полк (изначально 65-й кавполк, затем 73-й Петроградский кавполк)
- 29-й кавалерийский полк (изначально 2-й Петроградский кавполк, затем 66-й Петроградский кавполк, позднее 74-й Петроградский кавполк)
- 30-й Троицкий кавалерийский полк (изначально 14-й Оренбургский кавполк им. Ст. Разина, затем 75-й Троицкий кавполк им. Ст. Разина)

состав на 20.01.1924 г.:
- 28-й Петроградский[13] кавалерийский полк (изначально 65-й кавполк, затем 73-й Петроградский кавполк)

состав на май 1924 г.:
- 28-й Ленинградский[14] кавалерийский полк (изначально 65-й кавполк, затем 73-й Петроградский кавполк, 28-й Петроградский кавполк) (командиры: Могилёвчик, Евдоким Андреевич июнь 1923 — декабрь 1924)

состав на конец 1924 г.:
- 70-й Ленинградский кавалерийский полк (изначально 65-й кавполк, затем 73-й Петроградский кавполк, 28-й Петроградский кавполк, 28-й Ленинградский кавполк; с сентября 1928 года в составе 2-ю Кавказской горнокавалерийской бригады; с 1932 года в Приморье, где включен в состав 8-й Дальневосточной кавдивизии[15] как 163-й кавалерийский Ульяновский орденов Суворова и Богдана Хмельницкого полк)
- 71-й Ульяновский кавалерийский полк (изначально 2-й Петроградский кавполк, затем 66-й Петроградский кавполк, позднее 74-й Петроградский кавполк, 29-й кавалерийский полк)
- 72-й Троицкий кавалерийский полк (изначально 14-й Оренбургский кавполк им. Ст. Разина, затем 75-й Троицкий кавполк им. Ст. Разина, 30-й Троицкий кавалерийский полк им. Ст. Разина)

состав на 1927 г.:
- 70-й Ленинградский кавалерийский полк (изначально 65-й кавполк, затем 73-й Петроградский кавполк, 28-й Петроградский кавполк, 28-й Ленинградский кавполк; с сентября 1928 года в составе 2-ю Кавказской горнокавалерийской бригады; с 1932 года в Приморье, где включен в состав 8-й Дальневосточной кавдивизии как 163-й кавалерийский Ульяновский орденов Суворова и Богдана Хмельницкого полк) (командиры: Символоков Виталий Николаевич декабрь 1924 — март 1930, Вальц Юрий Владимирович май 1930 — февраль 1934)
- 71-й Ульяновский кавалерийский полк (изначально 2-й Петроградский кавполк, затем 66-й Петроградский кавполк, позднее 74-й Петроградский кавполк, 29-й кавалерийский полк)
- 72-й Троицкий кавалерийский полк (изначально 14-й Оренбургский кавполк им. Ст. Разина, затем 75-й Троицкий кавполк им. Ст. Разина, 30-й Троицкий кавалерийский полк им. Ст. Разина)
- Конная батарея
- Полуэскадрон связи
- Саперный полуэскадрон

состав на 1935 г.:
- 70-й Ленинградский кавалерийский полк (изначально 65-й кавполк, затем 73-й Петроградский кавполк, 28-й Петроградский кавполк, 28-й Ленинградский кавполк; с сентября 1928 года в составе 2-ю Кавказской горнокавалерийской бригады; с 1932 года в Приморье, где включен в состав 8-й Дальневосточной кавдивизии как 163-й кавалерийский Ульяновский орденов Суворова и Богдана Хмельницкого полк) (командиры: полковник Шарабурко Яков Сергеевич с 8.01.1934)
- 72-й Троицкий кавалерийский полк (изначально 14-й Оренбургский кавполк им. Ст. Разина, затем 75-й Троицкий кавполк им. Ст. Разина, 30-й Троицкий кавалерийский полк им. Ст. Разина) (командиры: полковник Ройтенберг Герш Моисеевич с июня 1931 по апрель 1935, полковник Антонов Федор Назарович с 31.01.1935)
- 66-й Кавказский кавалерийский полк (командиры: Панкратов Иосиф Николаевич до января 1934, С. С. Селихов с января 1934, майор Скворцов Григорий Григорьевич с 14.12.1934)
- 4-й отдельный механизированный дивизион
- 4-й отдельный конно-артиллерийский дивизион
- 4-й отдельный эскадрон связи
- 4-й отдельный саперный эскадрон
- 4-й отдельный конно-химический взвод
- 4-й отдельный кавалерийский авиаотряд

### 6-я (Алтайская) отдельная кавбригада
6-я Алтайская кавбригада в 1923-24 годах участвовала в боях в Фергане и Восточной Бухаре, в 1927 году была передислоцирована на Северный Кавказ, где последовательно переформировывалась в 12-ю Кубанскую территориальную кавдивизию, 56-ю танковую дивизию, 102-ю танковую дивизию, 144-ю танковую бригаду. Последняя полностью погибла в Вяземском котле и в октябре 1941 года была расформирована.
состав на 27.07.1922 г.:
- 76-й кавалерийский полк (изначально 4-й кавалерийский полк, впоследствии 76-й кавалерийский Краснознаменный имени Буденного полк в составе 13-й Донской территориальной казачьей дивизии[18], расформирован в марте 1938 года) (командиры: Циммерман)
- 77-й Бийский кавалерийский полк (сформирован из выделенного личного состава 73-го и 74-го кавполков, а также 17-го и 25-го партизанских кавполков)
- 78-й кавалерийский полк (сформирован из выделенного личного состава 73-го и 74-го кавполков, а также 17-го и 25-го партизанских кавполков)

состав на 1927 г.:
- 76-й кавалерийский полк (изначально 4-й кавалерийский полк, впоследствии 76-й кавалерийский Краснознаменный имени Буденного полк в составе 13-й Донской территориальной казачьей дивизии, расформирован в марте 1938 года) (командиры: Циммерман)
- 77-й Бийский кавалерийский полк (сформирован из выделенного личного состава 73-го и 74-го кавполков, а также 17-го и 25-го партизанских кавполков)
- 78-й кавалерийский полк (сформирован из выделенного личного состава 73-го и 74-го кавполков, а также 17-го и 25-го партизанских кавполков)
- Полуэскадрон связи
- Саперный полуэскадрон
- Конная батарея

## Командный состав дивизии
13-я Сибирская кавалерийская дивизия (Сводная кавалерийская дивизия)

### Начальники
- Соколовский Василий Данилович (3 июля — 7 августа 1919 года, 6 — 16 октября 1919 года).[19]
- Подгурский Федор Александрович (16 октября 1919 года — 1 декабря 1919 года, врид).[19]
- Карташев Александр Ермолаевич (1 — 11 декабря 1919 года, 14 апреля — 7 июня 1920 года).[19]
- Драпкин (11 декабря 1919 года — 6 апреля 1920 года, врид).
- Хмырев (7 июня 1920 года — 24 июня 1921 года, врид).
- Собенников Пётр Петрович (6 — 14 апреля 1920 года, врид; 24 июня 1921 года — 27 июля 1922 года).

### Военкомы
- Поспелов Сергей (19 июля — 7 август 1919 года).[19]
- Зиновьев Григорий Алексеевич (11 октября 1919 года — 11 декабря 1919 года).[19]
- Драпкин (11 декабря 1919 года — 16 октября 1920 года).[19]
- Глинский Николай Алексеевич (16 октября 1920 года — 24 января 1921 года).[19]
- Вольский, Василий Тимофеевич (февраля — апрель 1921 года).
- Н. А. Евсеев (4 июля 1921 года — 27 июля 1922 года).

### Начальники штаба
- Пинко Арнольд (19 июля — 7 августа 1919 года).[19]
- Пеков (1919 год).
- Собенников Петр Петрович (6 октября 1919 года — 24 июля 1921 года).[19]
- Духанов, Михаил Павлович хх.01.1922 - хх.07.1922

## Комсостав 4-й (Сибирской) отдельной кавбригады

### Начальники
- Могилёвчик, Евдоким Андреевич (декабрь 1924 года — сентябрь 1925 года).
- Гонин Василий Матвеевич (14.06.1933 года — 17.02.1938 года).[11]

### Военкомы
- Гвоздев Исаак Семенович (ноябрь 1922 года — апрель 1923 года).[20]

### Начальники штаба
- Духанов, Михаил Павлович хх.07.1922 - хх.01.1925 [11]
- Злобин, Вениамин Михайлович (январь 1925 года — март 1929 года).[11]
- Мельник, Кондрат Семёнович (1933 год — 15.04.1935 года)[11], (15.04.1935 год — июль 1937 года начштаба 16-й Сибирской кавалерийской дивизии)

## 16-я Сибирская кавалерийская дивизия

### Начальники
- Гонин Василий Матвеевич (17.02.1938 года — 9.06.1938 года).[11] (арестован в феврале 1940 года, осуждён к ВМН 5.03.1940 года, расстрелян[21])
- Бикжанов, Ибрагим Паскаевич (31.10.1938 — 16.07.1940).[12]

### Начальники штаба
- Мельник, Кондрат Семёнович (15.04.1935 год — июль 1937 года).[12]
- Мороз, Василий Константинович (10.09.1937 — 26.03.1938).[12]

## Комсостав 6-й (Алтайской) отдельная кавбригада

### Начальники штабов
- Любовцев, Илья Михайлович (с августа 1926 года).[22]

## Награды
- Собенников, Пётр Петрович, начальник дивизии, награждён 19 октября 1921 года за успешно проведенную операцию по уничтожению корпуса А. С. Бакича на территории китайской провинции Синьцзян.[23]